# Jim Wright
James Claude Wright Jr. (Fort Worth, Texas, Estados Unidos; 22 de diciembre de 1922 - Fort Worth; 6 de mayo de 2015) fue un político estadounidense que se desempeñó como el 48° presidente de la Cámara de Representantes de los Estados Unidos de 1987 a 1989. Representó al 12° distrito del Congreso de Texas con el Partido Demócrata de 1955 a 1989.

## Infancia, juventud y primeros años
Wright nació en Fort Worth, hijo de Marie (Lyster) y James Claude Wright. Wright era de ascendencia inglesa e irlandesa. Debido a que su padre era un vendedor ambulante, Wright y sus dos hermanas se criaron en numerosas comunidades de Texas y Oklahoma. Asistió principalmente a las escuelas públicas de Fort Worth y Dallas, y finalmente se graduó de Adamson High School (anteriormente Oak Cliff High School), luego estudió en Weatherford College en la ciudad natal de su madre, Weatherford, la sede del condado de Parker al oeste de Fort Worth, y luego en la Universidad de Texas en Austin, pero nunca recibió una licenciatura.
En diciembre de 1941, Wright se alistó en las Fuerzas Aéreas del Ejército de los Estados Unidos y, después del entrenamiento, fue comisionado como segundo teniente en el Cuerpo Aéreo en 1942. Se entrenó como bombardero y obtuvo una Cruz de Vuelo Distinguido volando durante el combate en B-24. Libertadores con el 530 ° Escuadrón de bombas, 380 ° Grupo de bombas (pesado) en el Pacífico Sur durante la Segunda Guerra Mundial. Su recuento de sus hazañas durante la guerra está contenido en su libro de 2005 The Flying Circus: Pacific War—1943—As Seen through A Bombsight.
Después de la guerra, estableció su hogar en Weatherford, donde se unió a los socios para formar una empresa de exhibición y comercialización de ferias comerciales. Como demócrata, ganó su primera elección sin oposición en 1946 a la Cámara de Representantes de Texas, donde sirvió de 1947 a 1949. Fue derrotado en su candidatura a la reelección en 1948. También fue alcalde de Weatherford de 1950 a 1954. En 1953, se desempeñó como presidente de la Liga de Municipios de Texas.

## Etapa en el Congreso
En 1954, fue elegido para el Congreso por el distrito 12 del Congreso de Texas, que incluía Fort Worth y Weatherford. Ganó a pesar de la ferviente oposición de Amon G. Carter, editor del periódico Fort Worth Star-Telegram y más tarde benefactor del Museo Amon Carter. Carter apoyó al demócrata titular Wingate Lucas. Wright sería reelegido catorce veces, aumentando gradualmente su prominencia en el partido y en el Congreso. Desarrolló una estrecha relación a partir de entonces con Amon G. Carter Jr. Wright solía decir que la forma más fácil de "derrotar a un enemigo es convertirlo en tu amigo".
En 1956, Wright se negó a unirse a la mayoría de sus colegas regionales en la firma del Manifiesto sureño segregacionista, y votó a favor de las Leyes de derechos civiles de 1960 y 1968, y la Ley de derechos electorales de 1965. Sin embargo, votó en contra de la Ley de Derechos Civiles de 1957 firmada por el presidente de EE. UU. Dwight Eisenhower, y Wright se negó a apoyar la Ley de Derechos Civiles de 1964, que requería la eliminación de la segregación en los lugares públicos y estableció la Comisión de Igualdad de Oportunidades en el Empleo. Su razón para no apoyar esa legislación tenía que ver con la disposición de derechos de voto de la ley, que Wright apoyó con entusiasmo, y sintió que la Ley de Derechos Civiles era débil sin el derecho de voto otorgado a todos los ciudadanos. Fue convertido en ley por el amigo de Wright, el presidente Johnson. Wright también votó en contra de la Enmienda 24 a la Constitución de los Estados Unidos. Más tarde, Wright votaría a favor del proyecto de ley que establecía el Día de Martin Luther King Jr. como feriado federal en agosto de 1983 y encabezaría el Caucus Demócrata de la Cámara como presidente en marzo de 1988 para anular el veto del presidente Reagan a la Ley de Restauración de Derechos Civiles de 1987.
En 1961, Wright terminó en tercer lugar en la elección especial convocada para ocupar el escaño en el Senado de los Estados Unidos que dejó vacante el entonces vicepresidente Lyndon Johnson. Dos finalistas para el Senado surgieron de un campo de setenta y un candidatos. El profesor universitario John G. Tower, entonces de Wichita Falls, derrotó por poco al designado interino William Blakley, un industrial de Dallas, en una segunda vuelta electoral. Por lo tanto, Tower se convirtió en el primer senador republicano de Texas desde la Reconstrucción. Wright viajaba en la caravana en Dallas el 22 de noviembre de 1963 cuando el presidente John F. Kennedy fue asesinado.
Wright continuó sirviendo en la Cámara y se convirtió en miembro principal del Comité de Obras Públicas. Aunque estaba en línea para convertirse en presidente del comité, entró en la carrera por el líder de la mayoría de la Cámara y fue elegido por un voto en diciembre de 1976, derrotando a Richard Bolling de Misuri y Phillip Burton de California. Wright ganó la posición de liderazgo mayoritario con el apoyo de todos menos dos demócratas de la gran delegación de Texas, todos los demócratas en el Comité de Obras Públicas y prácticamente todos los demás representantes del Sur.
En el Metroplex de Dallas/Fort Worth, Jim Wright es famoso por la Enmienda Wright, una ley polémica que patrocinó y que restringía los viajes aéreos desde el aeropuerto secundario de Dallas, Love Field. Aprobada en 1979, la Enmienda Wright se diseñó originalmente para proteger el entonces incipiente Aeropuerto Internacional de Dallas/Fort Worth. La enmienda permite que los vuelos sin escalas que se originen o se destinen a cualquier aeropuerto comercial dentro de las 50 millas náuticas (93 km) de la torre de control del aeropuerto DFW sirvan solo a los estados fronterizos con Texas. Fue el compromiso acordado con Southwest Airlines para expandir su territorio más allá de Texas. Esto requiere que cualquier vuelo que vaya o venga de un destino dentro de ese radio de 50 millas (80 km) (Dallas Love Field y el ahora desaparecido Aeropuerto Internacional Greater Southwest en Fort Worth fueron los únicos aeropuertos afectados) aterrice en una zona contigua (fronteriza) ) estado antes de continuar hacia su destino. Esto limitó efectivamente el tráfico de Love Field y GSIA a pequeñas aerolíneas regionales (y proporcionó el trampolín para el éxito posterior de Southwest Airlines, que inicialmente volaba solo dentro de Texas) que, como resultado, en gran medida no pudieron competir con el aeropuerto DFW. Si bien la Enmienda fue bien recibida al principio, hubo cada vez más dudas sobre su necesidad a medida que DFW se convirtió en uno de los tres aeropuertos más grandes del mundo. 
Muchos lo vieron como un despilfarro en beneficio de un grupo en particular. Otros lo vieron como una restricción ilegal del comercio impuesta contra los dos aeropuertos afectados, y no otros, a pesar de que los funcionarios públicos de Dallas y Ft Worth habían estado de acuerdo con las restricciones (Virginia McGuire, hija de James C. Wright, directa conversación). Sin embargo, la mayor oposición provino cada vez más de personas que simplemente sentían que la enmienda había dejado de ser útil y también era una intrusión injustificada en los mercados libres de la industria aérea desregulada. En 2006, el Congreso aprobó la Ley de Reforma de la Enmienda Wright de 2006, que derogó la Enmienda Wright por etapas; las últimas restricciones de viaje desde Love Field se levantaron el 13 de octubre de 2014. Wright apoyó firmemente el proyecto Superconducting Super Collider en Waxahachie en el condado de Ellis, pero el trabajo se detuvo en 1993.

## Presidente de la Cámara de Representantes de los Estados Unidos
Cuando se reunió el 100º Congreso el 6 de enero de 1987, Wright fue elegido presidente de la Cámara (254-173 sobre el republicano Robert H. Michel), sucediendo a Tip O'Neill, quien se había retirado después de 10 años en el cargo. En ese momento, Wright afirmó que ser presidente de la Cámara "es la mayor responsabilidad que puede tener un legislador en cualquier parte del mundo".
En julio de 1988, presidió la convención del Partido Demócrata que nominó a Michael Dukakis para presidente. Durante esa convención, Wright presentó a John F. Kennedy Jr. para el primer discurso televisado de Kennedy. Casi 25 años antes, el 22 de noviembre de 1963, el presidente John F. Kennedy, en su último discurso antes de ser asesinado, elogió el servicio de Wright en el Congreso, diciendo "y aquí en Fort Worth ha contribuido a su crecimiento. Habla por Fort Worth y habla por el país, y no conozco ninguna ciudad que esté mejor representada en el Congreso de los Estados Unidos que Fort Worth".
Si bien Dukakis perdió las elecciones presidenciales de 1988 ante el republicano George H. W. Bush, los demócratas mantuvieron el control de la Cámara en las elecciones legislativas coincidentes, por lo que cuando se inauguró el Congreso 101 el 3 de enero de 1989, Wright fue reelegido como presidente. Según el historiador Julian E. Zelizer, la mayoría demócrata pisoteó a la minoría republicana (GOP). Minimizaron la cantidad de puestos de personal disponibles para la minoría, los mantuvieron fuera de la toma de decisiones y manipularon sus distritos de origen. El republicano Firebrand Newt Gingrich argumentó que la democracia estadounidense estaba siendo arruinada por las tácticas de los demócratas y que el Partido Republicano tenía que destruir el sistema antes de poder salvarlo. La cooperación en el gobierno, dice Zelizer, se dejó de lado cuando depusieron al Portavoz Wright y recuperaron el poder. Gingrich obtuvo el apoyo de los medios (siempre en busca del escándalo) y de las fuerzas del buen gobierno en su cruzada para persuadir a los estadounidenses de que el sistema era, en palabras de Gingrich, “moral, intelectual y espiritualmente corrupto”. Gingrich expulsó a Wright, pero después de que se convirtió en presidente de la Cámara, Gingrich también fue expulsado y el escándalo arruinó las carreras de otros importantes líderes republicanos.
En mayo de 1989, surgió una controversia cuando los informes de los medios revelaron que el principal asistente de Wright, John Mack, había atacado violentamente a una mujer 16 años antes. La mujer, Pamela Small, fue golpeada repetidamente con un martillo, apuñalada y cortada con un cuchillo y dada por muerta. Small sobrevivió al ataque y lo denunció a la policía. Fue declarado culpable de herir maliciosamente y fue sentenciado a 15 años de prisión, pero fue puesto en libertad condicional después de cumplir 27 meses. A Mack, cuyo hermano estaba casado con la hija de Wright, se le asignó un trabajo de secretario en el Capitolio tras su liberación. Luego se convirtió en el director ejecutivo del Comité de Política y Dirección Democrática y se desempeñó como estratega legislativo principal de Wright. Los críticos, incluida la activista feminista Andrea Dworkin, alegaron que Wright manipuló el sistema legal para librar a Mack y, posteriormente, lo protegió del escrutinio de los medios. En medio de las duras críticas públicas, John Mack renunció a su cargo el 11 de mayo y los miembros de la Cámara de ambos partidos comenzaron a cuestionar si Wright podría permanecer como presidente durante mucho tiempo.
En 1988, Wright se convirtió en el objetivo de una investigación del Comité de Ética de la Cámara. Su informe de principios de 1989 insinuaba que él había usado compras al por mayor de su libro, Reflexiones de un hombre público, para ganar honorarios por hablar en exceso del máximo permitido, y que a su esposa, Betty, se le dio un trabajo y beneficios para evitar el límite. en regalos. Ante una creciente pérdida de efectividad, Wright presentó su renuncia como Portavoz el 31 de mayo de 1989, renuncia que se hizo efectiva en la elección de un sucesor. Fue el primer Portavoz en dimitir a causa de un escándalo. El 6 de junio, el Caucus Demócrata puso fin a la presidencia de Wright al seleccionar a su reemplazo, Tom Foley de Washington, y el 30 de junio Wright renunció a su escaño en el Congreso.
El incidente fue controvertido y fue parte de las crecientes luchas internas partidistas que han afectado al Congreso desde entonces. Los cargos originales fueron presentados por Newt Gingrich en 1988 y su efecto impulsó el avance de la carrera de Gingrich a la presidencia del Portavoz.
Michael Parenti, crítico del estado de seguridad nacional, atribuyó la renuncia forzada de Wright a las preguntas críticas que planteaba a fines de la década de 1980 con respecto a las acciones encubiertas de la CIA en Nicaragua. Wright no solo criticó la política de Reagan, sino que dio el paso extremadamente inusual de entablar negociaciones con el gobierno de Nicaragua como Portavoz.
William K. Black afirma que las intervenciones de Wright en la crisis de Ahorros y Préstamos (S&L) "fueron decisivas para obligarlo a renunciar en desgracia a la Cámara". Black escribió que Wright se había salvado de la ruina financiera y ascendido a presidente de la Cámara gracias a las contribuciones masivas a la campaña de los fraudes de control como Charles Keating. Los fraudes de control lograron que cientos de ejecutivos de S&L, muchos legítimos, hablaran con sus representantes en el congreso de los EE. UU. para retrasar una acción gubernamental efectiva contra los fraudes. Esta acción solo aumentó (a) los miles de millones de dólares que sus fallas finales costaron a los contribuyentes estadounidenses y (b) la magnitud del escándalo resultante. El relato de Wright de estos hechos fue muy diferente, citando tanto el abuso de poder por parte de los reguladores como el lavado de dinero por parte de las S&L en las ganancias desviadas a Nicaragua en el escándalo Irán-Contra. El escándalo le robó al Partido Demócrata de Wright el tema del "factor sordidez" en las elecciones presidenciales de 1988, entregando así la elección al republicano George H. W. Bush, según Black. Renunció para evitar la documentación oficial de su papel en esto que casi seguramente habría venido de las audiencias del Comité de Ética de la Cámara de Representantes de los Estados Unidos, como sucedió con los Cinco de Keating. El relato personal y público de Wright de por qué renunció fue muy diferente al citado por William Black, quien afirmó que Wright abusó de su poder y ciertamente tenía razones para proteger su propia posición y decisiones en el Federal Home Loan Bank.
Los cargos presentados contra Wright no mencionaron a Nicaragua. Las operaciones Irán-Contra desde 1984 hasta la mayor parte de 1986 involucraron el apoyo gubernamental secreto a las actividades militares y paramilitares de la Contra en Nicaragua, a pesar de la prohibición del apoyo por parte del Congreso. La Casa Blanca de Reagan estuvo muy involucrada en la venta de armas estadounidenses a Irán en contravención de la política estadounidense declarada y en posible violación de los controles de exportación de armas. A fines de noviembre de 1986, los funcionarios de la administración Reagan anunciaron que parte de las ganancias de la venta de armas estadounidenses a Irán se habían desviado a los contras. El indulto del presidente Bush al secretario Weinberger el 24 de diciembre de 1992 anuló un juicio en el que el abogado defensor indicó que tenía la intención de llamar a Bush como testigo.
Un informe del abogado especial lo implicó en una serie de cargos de tráfico de influencias, como Vernon Savings and Loan, e intentó que despidieran a William K. Black como subdirector de la Corporación Federal de Seguros de Ahorros y Préstamos (FSLIC) bajo Gray. Sin embargo, los cargos en su contra concluyeron que, "si bien los tratos del congresista con los representantes de la Junta del Banco Federal de Préstamos para la Vivienda pueden haber sido desmedidos, el comité no estaba convencido de que hubiera motivos para creer que ejerció una influencia indebida en sus tratos con esa agencia".

## Su vida después del Congreso
Después de su renuncia a la Cámara, Wright se retiró a Fort Worth. Se desempeñó como profesor en la Texas Christian University allí, impartiendo un curso titulado "El Congreso y los presidentes". También escribió varios libros después de su retiro. Era un ávido lector pero padecía degeneración macular. En 2004, Wright fue incluido en el Salón de la Fama de Texas Trail en Fort Worth Stockyards. Su exhibición dice "¡Fort Worth lo ama!"
En noviembre de 2013, a Wright se le negó una tarjeta de identificación de votante en una oficina del Departamento de Seguridad Pública de Texas, ya que no había traído consigo la documentación debidamente requerida el día de su visita. Le dijo al Fort Worth Star Telegram que "nadie fue feo con nosotros, pero insistieron en que no me darían una identificación". Wright expresó su preocupación de que la ley de identificación de votantes de Texas negará injustamente a los votantes mayores como él la posibilidad de votar. Wright indicó que había encontrado una solución con el DPS de Texas que le permitiría emitir su voto en las próximas elecciones, pero temía que otras personas mayores, especialmente aquellas en hogares de ancianos, no pudieran cumplir con los requisitos.
Hacia el final de su vida, en mayo de 2014, Wright lamentó haber renunciado como presidente de la Cámara. Dijo que pudo haber sido un "grave error de juicio" en ese momento.

## Muerte
Wright murió a la edad de 92 años el 6 de mayo de 2015. Le sobrevivieron su esposa Betty y cuatro hijos. Anteriormente se había sometido a cirugía dos veces para tratar el cáncer, aunque no está claro si su muerte estuvo relacionada con el cáncer.
La líder de la minoría de la Cámara de Representantes, Nancy Pelosi, D-CA, declaró: "La presidenta de la Cámara de Representantes Wright fue una persona de profundo coraje, brillante elocuencia y completo dominio del proceso legislativo. El fuerte y decisivo liderazgo de la presidenta de la Cámara de Representantes Wright construyó un legado indeleble de progreso, no solo en su amado estado de Texas, sino en todo el mundo. Wright defendió la prosperidad de todas las familias trabajadoras y ayudó a liderar el camino hacia la paz en América Central". El presidente de la Cámara, John Boehner, R-OH, declaró que "el presidente Wright entendió mejor que nadie la cercanía de esta institución con la gente, llamando a la Cámara 'la esencia pura de la nación'". El presidente Barack Obama declaró: "Como representante de Texas y presidente de la Cámara, a Jim le apasionaba invertir en infraestructura y trabajó incansablemente para promover la paz en América Central. Hoy, nuestros pensamientos y oraciones están con la familia y los amigos de Jim, y el pueblo al que representó en el Congreso durante tantos años.